# Apatochilina
Apatochilina is een geslacht van uitgestorven kreeftachtigen uit de klasse van de Ostracoda (mosselkreeftjes).

## Soorten
- Apatochilina falacata Stumbur, 1962 †
- Apatochilina liptica Schallreuter, 1986 †
- Apatochilina obesa (Ulrich, 1890) Ulrich & Bassler, 1923 †
- Apatochilina obliqua (Ruedemann, 1901) Ulrich & Bassler, 1923 †
- Apatochilina simplex Kummerow, 1924 †
- Apatochilina subaequata (Ulrich, 1894) Kay, 1940 †